# Utsäde

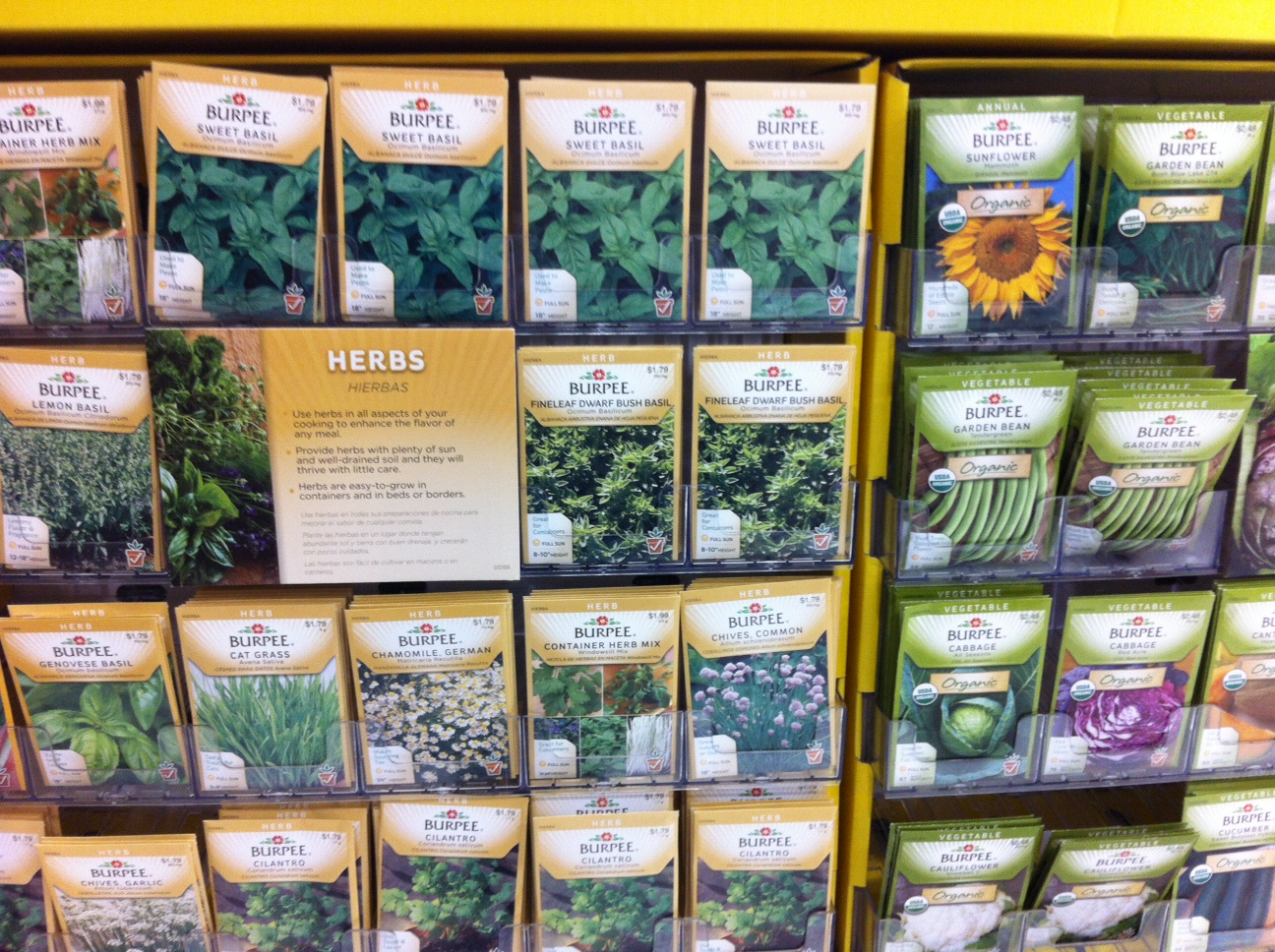
Olika fröer i förpackningar.

Utsäde är de växtdelar – frön, groddar eller rotknölar (t.ex. sättpotatis) – av en gröda som utgör grunden för odling. Utplaceringen av utsäde kallas sådd. Utsäde kan behandlas på olika sätt för att minska förekomsten av växtskadegörare. 